# バモ!FC東京
バモ! FC東京は、テレビ東京で放送されていたJリーグ・FC東京の応援番組。

## 概要
2000年4月、「バモバモ! サッカーテレビ」として放送開始。
26回の放送を経て、同年10月よりFC東京に特化した番組「バモ! FC東京」へとリニューアル。毎週土曜日6時50分からの10分番組となった。
2003年3月をもって放送を終了
。

## 出演者
- 水原恵理 - 司会。FC東京の選手とゲームで対決するコーナーもあった[5]。なお、水原にとって初のサッカー番組[6]。
- バモバモくん（CV:笠原留美） - 番組マスコット。翼の生えた子どものカバのような容姿[5]。
- 日の丸先生（反町康治） - バモバモくんにサッカーを教える白衣の先生[5]。
- 笠原留美 - ナレーション[7]。